# Marcelo Ebrard
Marcelo Luis Ebrard Casaubón (Città del Messico, 10 ottobre 1959) è un politico messicano, segretario dell'economia dal 2024 sotto la presidenza di Claudia Sheinbaum.
In precedenza è stato dal 2006 al 2012 sindaco di Città del Messico. In tale veste è stato nominato nel 2010 "miglior sindaco del mondo" dalla fondazione Project World Major. In seguito è stato dal 2012 al 2014 presidente del Global Network of Safer Cities, istituito in seno all'ONU.

## Biografia
Marcelo Ebrard è nato a Città del Messico, i suoi nonni e la sua famiglia sono di origine francese e si sono stabiliti in Messico. È il maggiore di sette figli, uno dei quali è scomparso nel novembre 2010. Ha studiato scuola primaria e secondaria presso la Scuola Simón Bolívar, scuola preparatoria presso l'Università La Salle e una laurea in Relazioni Internazionali presso il Colegio de México da dove si è laureato nel 1984 con la tesi "Congresso e democrazia in Messico". Ha anche una specializzazione in pubblica amministrazione, presso l'ÉNA, École Nationale d'administration Paris, Francia.

## Attività politica
Ha iniziato la sua attività politica con il PRI. Nel 1981, Marcelo Ebrard è entrato a far parte del governo di Città del Messico nel Segretariato della Pianificazione e del Bilancio. Dopo il terremoto del 1985 che ha devastato Città del Messico (con una magnitudo di 8.1 sulla scala Richter) ha partecipato al Popular Housing Renovation Program. Nel 1987 ha partecipato all'elaborazione e all'approvazione della Legge Generale sull'Equilibrio Ecologico e la Protezione Ambientale. Nel 1989 è stato Direttore Generale del Dipartimento del Distretto Federale. Dal 1989 al 1990 è stato nominato Segretario Generale del PRI nel Distretto Federale. Dal 1992 al 1993 è stato Segretario Generale di Governo dell'allora Dipartimento del Distretto Federale responsabile degli affari politici e della governance. dove ha guidato le seguenti iniziative:
Nel 1993 è stato deputato federale per il Partito Rivoluzionario Istituzionale (PRI). Successivamente è stato nominato Sottosegretario agli Affari Esteri dal 1993 al 1994 quando Manuel Camacho Solís era Segretario degli Affari Esteri.
Il 13 ottobre 1995, Marcelo Ebrard si dimise dal PRI e divenne consigliere del Consiglio Nazionale dei Risparmiatori.

### Deputato federale
Nel 1997, Ebrard è stato eletto deputato federale esterno per il Partito Ecologista Verde del Messico, nella 57ª legislatura della Camera dei Deputati. Mesi dopo, nel 1998, è diventato un deputato indipendente fino alla fine del suo mandato nel 2000.
Durante la sua permanenza al Congresso dell'Unione, è stato uno dei principali gestori contro Fobaproa, un fondo di finanziamento che mirava a salvare le banche in fallimento, a carico del tesoro pubblico. Secondo lui, Fobaproa era afflitto da irregolarità e casi di grande corruzione.

### Creazione ed estinzione del PCD
Insieme a Manuel Camacho Solís, ex capo del Dipartimento del Distretto Federale, Marcelo Ebrard ha fondato il Partito del Centro Democratico, un partito centrista che ha cercato di esporre il nazionalismo e la democrazia come le sue carte principali. Il partito ha partecipato alle elezioni del 2000 con Camacho come candidato alla presidenza ed Ebrard come candidato per il governo del Distretto Federale. Ebrard, che ottenne una certa accettazione come candidato, declinò nel marzo 2000 a favore di Andrés Manuel López Obrador, candidato del PRD e della cosiddetta Alleanza per Città del Messico (PRD/PT/Convergencia/PSN/PAS) a Città del Messico, con la quale, secondo lo stesso Ebrard, ci furono le maggiori coincidenze.

### Elezioni presidenziali del 2012
Il 30 marzo 2010, Marcelo Ebrard ha annunciato l'intenzione di candidarsi alla Presidenza del Messico nel 2012; come piattaforma pre-campagna elettorale fondò il suo movimento Avanguardia Progressista. L'11 giugno 2011, la corrente PRD di Jesús Ortega Nueva Izquierda, noto anche come Los Chuchos, lo ha nominato pre-candidato del suo partito per la presidenza del Messico. D'altra parte, la corrente della Sinistra Democratica Nazionale, guidata da Dolores Padierna Luna, si è pronunciata a favore di Andrés Manuel López Obrador.
Il 15 novembre 2011, è stato annunciato che il metodo per selezionare un candidato alla presidenza nel 2012, sarebbe stata una serie di sondaggi, che hanno dato Andrés Manuel López Obrador come vincitore, quindi Ebrard ha rifiutato di competere per la candidatura del 2012. Andrés Manuel López Obrador lo ha incluso nella sua proposta di gabinetto di occupare la posizione di Segretario degli Interni in caso di vittoria delle elezioni presidenziali dello stesso anno in cui Enrique Peña Nieto è stato eletto Presidente del Messico per il periodo 2012-2018.

### Segretario degli affari esteri (2018-2023)
In seguito alla vittoria di Andrés Manuel López Obrador alle elezioni presidenziali del 2018, Ebrard è entrato a far parte del nuovo governo come ministro degli esteri, carica che ha assunto il 1º dicembre dello stesso anno.
È rimasto in carica fino al 12 giugno 2023 quando si dimette per cercare la candidatura col partito Morena in vista delle elezioni presidenziali del 2024. È sostituito ad interim dalla sottosegretaria degli esteri Carmen Moreno Toscano fino alla nomina ufficiale di Alicia Bárcena Ibarra.

### Segretario dell'economia (2024-)
Nel giugno 2024 si sono svolte le elezioni generali, le quali hanno visto la vittoria di Claudia Sheinbaum. Quest'ultima poco tempo dopo ha annunciato pubblicamente che Marcelo Ebrard sarebbe entrato nel suo futuro governo, ricoprendo l'incarico di segretario dell'economia. Ha iniziato quindi il suo mandato il 1º ottobre seguente.

## Vita privata
Si sposò una prima volta con Francesca Ramos Morgan, che era stata sua compagna come studentessa di relazioni internazionali durante il suo periodo al Colegio de México. Ha tre figli dal primo matrimonio. L'8 luglio 2006, Ebrard si è sposato per la seconda volta con l'attrice, pittrice e scultrice, Mariagna Prats, da cui ha divorziato il 21 gennaio 2011.  Il 7 ottobre dello stesso anno sposò la diplomatica honduregna Rosalinda Bueso.